# Augustiner Bräu
Augustiner-Bräu Wagner KG es una empresa de cerveza de Múnich, Alemania, la más antigua que todavía se encuentra en servicio en la ciudad. El nombre Augustiner-Bräu es, al mismo tiempo, la marca de las cervezas que en ella se producen.

## Historia
Por mandato del arzobispado de Frisinga y del duque de Baviera, los monjes de la Orden de San Agustín se establecieron a la entrada de la ciudad de Múnich, a partir de 1294. Por el año 1320 se terminó la construcción de su monasterio dentro de la muralla de la ciudad y, a más tardar en 1328, los monjes ya tenían una cervecería en servicio.
En 1803, el Estado se hizo cargo del monasterio -incluyendo su cervecería- en el marco de una secularización, poco antes de su privatización y relocalización a la calle Neuhauser Straße. La casa matriz de entonces todavía puede ser visitada en el mismo lugar. En 1829, la familia Wagner adquirió la cervecería Augustiner. Las iniciales "J. W." del logo de la empresa hacen referencia a Josef Wagner, el hijo de la familia Wagner. En 1885 fue trasladada la matriz al edificio patrimonio histórico Kellerareal, en la calle Landsberger Straße.

## Augustiner-Bräu Wagner KG
La razón social de la cervecería es Augustiner-Bräu Wagner KG. Por disposición testamentaria de los últimos miembros directos de la familia Wagner, un poco más del cincuenta por ciento de las acciones de la compañía le pertenecen a la fundación sin ánimos de lucro Edith-Haberland-Wagner (Edith-Haberland-Wagner-Stiftung). El presidente de la Fundación es el jurista Ferdinand Schmid, quien también fuera socio de la compañía de 1970 a 1991. El cuarenta y nueve por ciento restante de las acciones se reparten entre varios socios comanditarios, entre ellos, el empresario muniqués Jannik Inselkammer, relacionado familiarmente con los propietarios de la Cervecería Aying.

### Ventas
Las cervezas Augustiner se venden principalmente en Múnich y sus alrededores. Fuera del sur de Baviera se venden en, por ejemplo, en restaurantes de Sajonia, como el del Palacio de caza de Augustusburg o el Palacio de Lichtenwalde. Además, se encuentran en restaurantes selectos de Wertheim, Berlín y Bregenz. 
La producción total en 2005 fue de casi 950,000 hectolitros; en 2010 fueron casi 1,3 millones. En el llamado "verano del siglo" de 2003, no pudo incrementarse la producción debido a limitantes técnicas, a pesar de haberse podido vender un volumen más alto de cervezas.

### Tradición y compromiso social y cultural
La fundación Edith-Haberland-Wagner utiliza las ganancias que le corresponden de su participación accionaria para el fomento de actividades sociales y culturales, principalmente en Múnich y sus alreedores.
Augustiner es la única cervecería de Múnich que embotella sus productos en botellas del tipo Euro2, conocidas ya por varias décadas. Así mismo, es la única cervecería que provee sus productos para la Oktoberfest en barriles de madera tradicionales.

## Cervezas

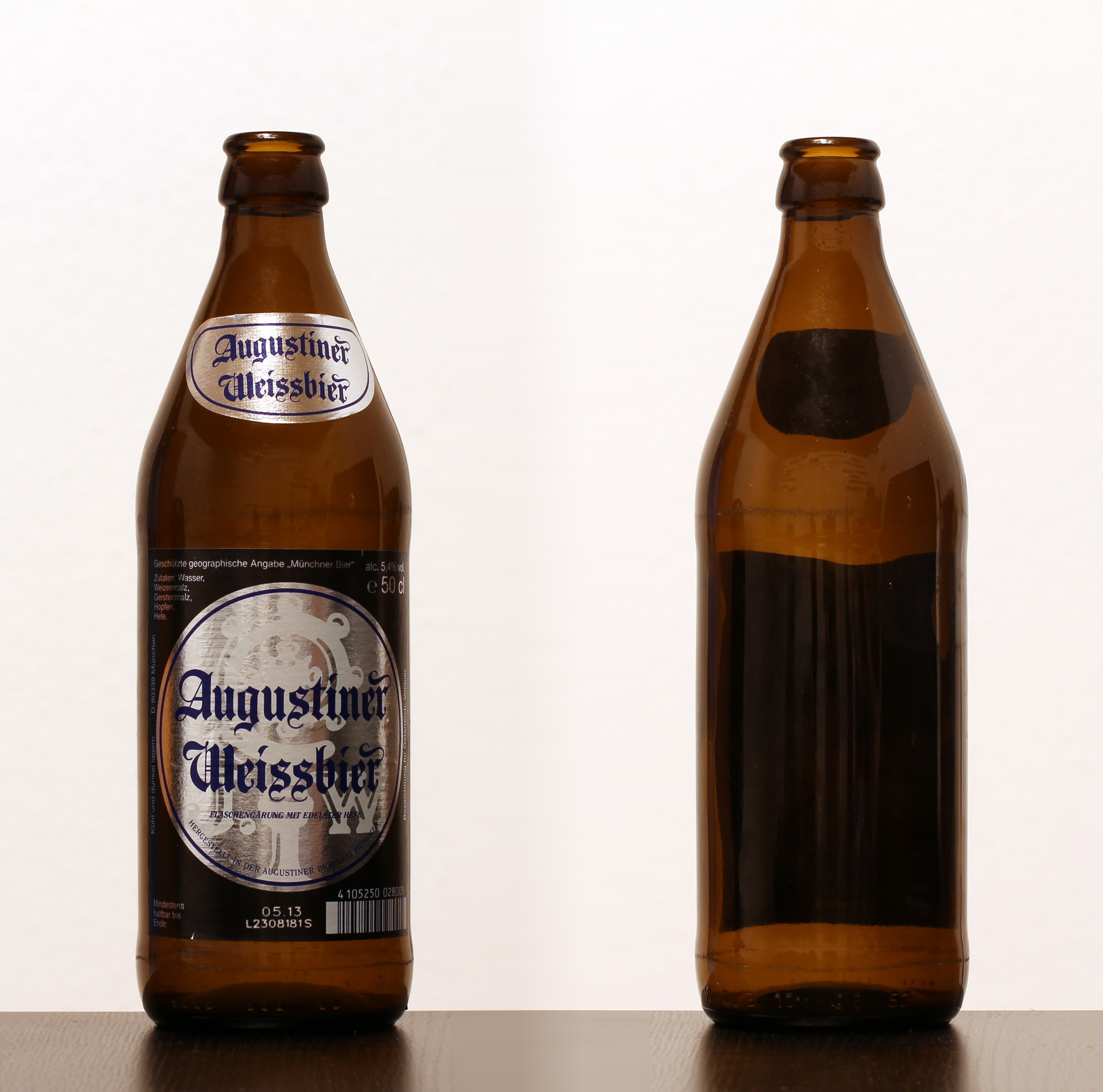
Augustiner Weißbier

La cerveza nombrada "Augustiner" es la del tipo Helles (clara). Existen ocho tipos de cerveza, algunas de las cuales se ofrecen solo por temporadas o sólo en Múnich.
- Augustiner Helles Vollbier, la cerveza de Augustiner más vendida. Debido al color verde imperante en su etiqueta, también es conocida como Grüner August, Grüner Mönch, Gustl o Grünes Helles. Es una cerveza del tipo Vollbier (cerveza completa) con un contenido alcohólico de 5,2 % y un contenido de malta y lúpulo de 11,5 %. El diseño de la etiqueta ha permanecido inalterado desde hace décadas.
- Augustiner Edelstoff. Es una cerveza del tipo Export con una gradación alcohólica de 5,6 % y una mezcla de malta y lúpulo de 12,7 %. Es otra de las cervezas populares de Augustiner.
- Augustiner Oktoberfest. Es una la Cerveza la Wiesn-Edel elaborada especialmente en marzo, que se sirve en el Oktoberfest y también está disponible en botellas. Cabe destacar que la Wiesn-Edel de Augustiner es la única cerveza del Oktoberfest que todavía procede de los tradicionales barriles de madera, los llamados Hirschen.
- Augustiner Weißbier. La cerveza de trigo de color ámbar, elaborada según métodos tradicionales a partir de materias primas cuidadosamente seleccionadas con un contenido de alcohol del 5,4%, le da a esta cerveza su sabor delicadamente picante.
- Augustiner Pils. La cerveza milenaria de Múnich con un sabor malteado y especiado y un contenido de alcohol del 5,6%.
- Augustiner Heller Bock. Una cerveza ligera, fuerte, con cuerpo y finamente lupulada, con un contenido de alcohol del 7,5 %.
- Augustiner Maximator. La sabrosa y oscura cerveza Doppelbock de origen monástico, para ocasiones festivas en la estación fría con un contenido de alcohol del 7,5%.
- Augustiner Hell Alkoholfrei. Es una cerveza sin alcohol. Es la variedad más nueva de la gama y solo está disponible desde marzo de 2024. El contenido de alcohol es inferior al 0,5%.
- Augustiner Dunkel. La cerveza Altmünchner con sabor malteado y especiado y un contenido de alcohol del 5,6%.